# توني فيا
لوريانو أنطونيو فيا سواريز (بالإسبانية: Laureano Antonio Villa Suárez)‏ هو لاعب كرة قدم إسباني في مركز نصف الجناح، ولد في 7 يناير 1995 في مرسية في إسبانيا. لعب مع ريال بلد الوليد.

## وصلات خارجية
- توني فيا على موقع قاعدة بيانات كرة القدم.إي يو (الإنجليزية)
- توني فيا على موقع Soccerway.com (الإنجليزية)
- توني فيا على موقع AS.com (الإسبانية)